# Serra de les Agulles
La serra de les Agulles és una alineació muntanyenca situada entre la Ribera del Xúquer i la Valldigna, al País Valencià.

## Particularitats
Es tracta d'una gran muralla muntanyosa que discorre paral·lela a la serra de Corbera, al nord. S'estén entre Alzira (Ribera Alta), Benifairó de la Valldigna i Tavernes de la Valldigna (a la Safor).
Aquesta serra junt a la de Corbera formen el darrer contrafort pel sud del sistema Ibèric, del qual es troba aïllat, separant la gran Depressió Central Valenciana pel nord i l'Horta de Gandia pel sud. Està formada per un anticlinal jurassicocretaci, en el qual predominen les calcàries amb abundants formes càrstiques. No obstant això, l'anticlinal ha sigut arrasat i ha originat la vall d'Aigües Vives, una espècie de corredor que comunica la Ribera del Xúquer amb la Valldigna.
La serra de les Agulles forma una unitat orogràfica amb les serres de Corbera, de les Creus i de la Murta, totes en direcció NO-SE i separades entre si per valls com la de la Casella o la de la Murta.
Les modestes elevacions, que no depassen dels 564 metres, són, però, força accidentades amb agulles rocoses (que li donen nom a la serra) i amb nombroses fonts, donada la natura calcària de la roca.

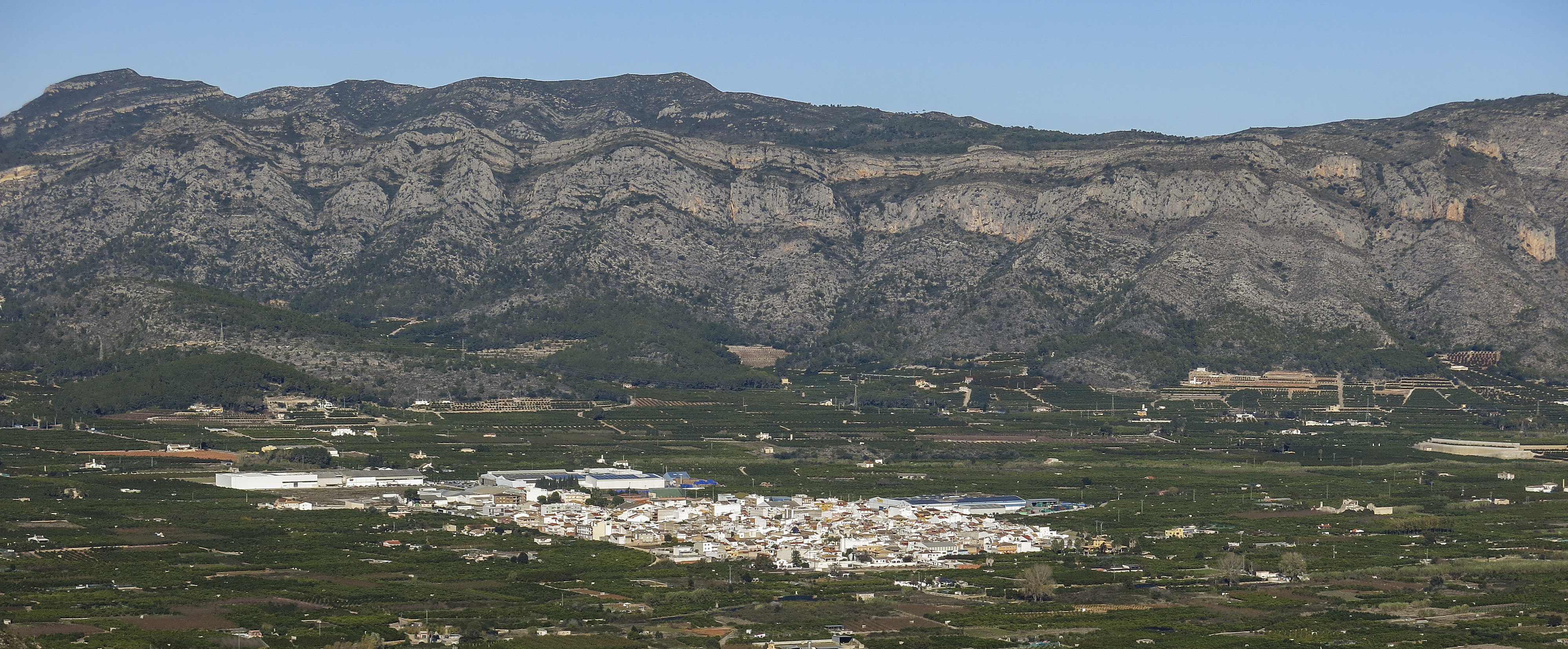
Serra de les Agulles i Benifairó de la Valldigna
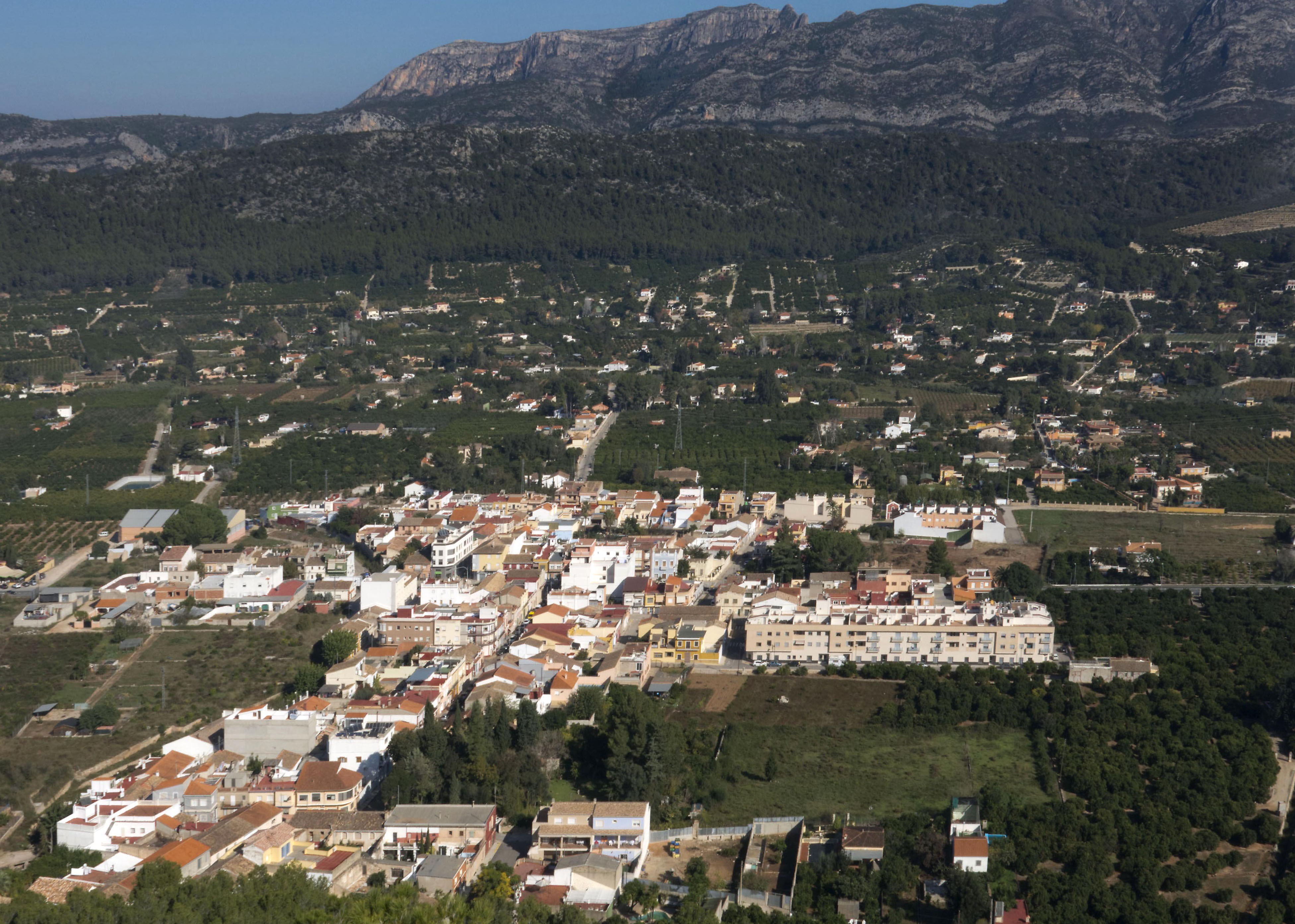
La serra de les Agulles amb la Barraca d'Aigües Vives a sota